# Schwyzské Alpy
Schwyzské Alpy jsou pohoří ležící ve Švýcarsku v kantonu Glarus. Mnohdy jsou zařazovány pod větší skupinu Glarnských Alp, přestože k nim horopisně nepatří. Horstvo zaujímá plochu 2000 km² a nejvyšším vrcholem je Bächistock (2914 m) v nejdivočejší skupině Glärnisch.

## Poloha
Na východě masivu navazují na Appenzellské Alpy a na jihu na Glarnské Alpy. Na severu tvoří hranici pohoří dlouhé Curyšské jezero a osa měst Zürich – Zug – Luzern. Západ pohoří spadá do jezerní pánve zvané Viewaldstätersee.

## Členění
Celý masiv Schwyzských Alp se skládá z mnoha geologicky nejednotných celků a osamělých vrchů a je známý svou velkou osídleností.
Nejvyšším a nejatraktivnější skupinou v pohoří je vápencový Glärnisch (2914 m) vypínající se nad městem Glarus. Sousedním celkem je Schächentaller Windgällen (2764 m), který od Glärnische dělí dolina Bisistal. Jeho poloha je určena blízkostí silničního sedla Klausenpass (1948 m). Toto území charakterizují osamělé vápencové štíty smělých tvarů a rozsáhlé zelené pláně. Dalším vápencovým labyrintem je oblast Grosse a Kleine Mythen (1899 m) ležící nad městem Schwyz. Vyhlídkový hřeben Rigi (1798 m) patří k nejoblíbenějším výletním cílům Švýcarska a k vrcholu Rigi-Kulm míří ozubnicová dráha. Další méně významná horstva jsou Muotaler Alpen, Sihltaler, Alpthaler a hřeben Fronalpstock.

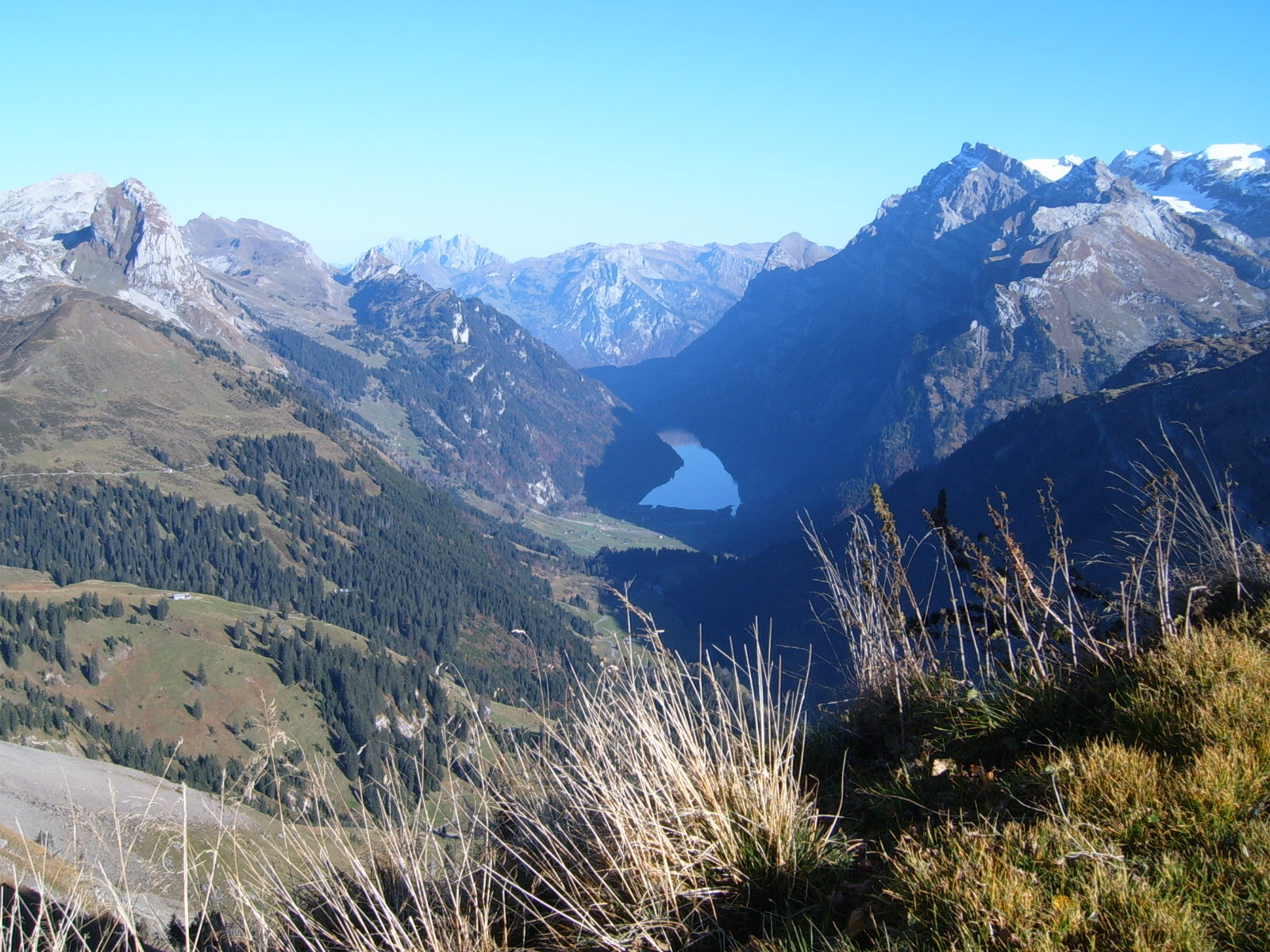
Údolí Klöntal